# Championnats de France de patinage artistique 2009
Navigation
Championnats de France 2008 Championnats de France 2010
Les championnats de France de patinage artistique 2009 ont eu lieu du 19 au 21 décembre 2008 à Colmar.
Les championnats accueillent 5 épreuves: simple messieurs, simple dames, couple, danse sur glace et patinage synchronisé. Il est à noter qu'il n'y a pas eu de danse imposée pour la compétition de danse sur glace.

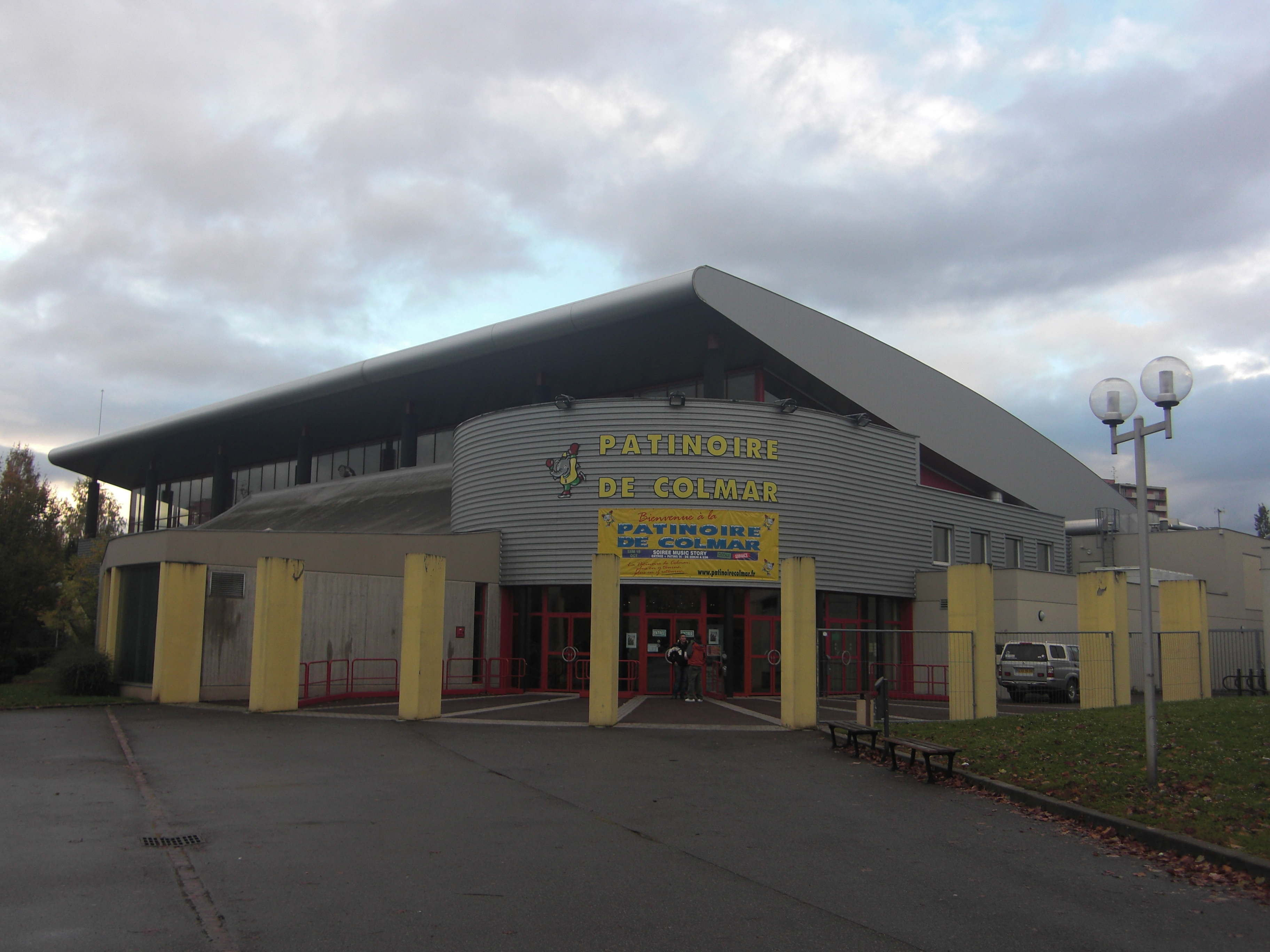
Patinoire de Colmar

## Faits marquants
- Le sextuple champion en titre Brian Joubert est absent. Il s'est fait mal au dos après avoir chuté lors d'une tentative de quadruple saut lors d'un entraînement entre le programme court et le programme long à la finale du Grand Prix ISU à Goyang en Corée du Sud. Une semaine plus tard, il doit se résigner à déclarer forfait pour ces championnats de France, ses blessures n'étant pas guéries.

- Kim Lucine est forfait en raison d'une blessure au genou droit, qui l'a déjà obligé à déclarer forfait pour le Trophée de France de novembre 2008.

- Les sextuples champions de France de danse sur glace Isabelle Delobel & Olivier Schoenfelder sont absents. Une semaine avant ces championnats et après avoir remporté la finale du Grand-Prix ISU 2008/2009 à Goyang où ils étaient avec Brian Joubert, Isabelle Delobel s'est blessée à l'épaule le dimanche 14 décembre 2008 lors du gala de cette finale. Cette blessure a obligé le couple de danseurs à déclarer forfait pour ces championnats de France, ainsi que pour le reste de la saison.

- C'est la première fois que la ville de Colmar accueille les championnats de France de patinage artistique.

## Podiums
| Épreuves                                 | Or                                 | Argent                              | Bronze                         |
| Messieurs résultats détaillés            | Yannick Ponsero                    | Florent Amodio                      | Alban Préaubert                |
| Dames résultats détaillés                | Candice Didier                     | Maé-Bérénice Meité                  | Sandra Sitbon                  |
| Couples résultats détaillés              | Adeline Canac / Maximin Coia       | Mélodie Chataigner / Medhi Bouzzine | Camille Foucher / Bruno Massot |
| Danse sur glace résultats détaillés      | Nathalie Péchalat / Fabian Bourzat | Pernelle Carron / Matthieu Jost     | Terra Findlay / Benoît Richaud |
| Patinage synchronisé résultats détaillés | Les Atlantides                     | -                                   | -                              |

## Détails des compétitions

### Messieurs
| Rang    | Nom                      | Points | Prog. court | Prog. libre |
| ------- | ------------------------ | ------ | ----------- | ----------- |
| 1       | Yannick Ponsero          | 221.19 | 4           | 1           |
| 2       | Florent Amodio           | 215.32 | 2           | 2           |
| 3       | Alban Préaubert          | 200.41 | 1           | 3           |
| 4       | Yoann Deslot             | 182.26 | 3           | 5           |
| 5       | Mark Vaillant            | 168.55 | 7           | 4           |
| 6       | Romain Ponsart           | 158.26 | 5           | 6           |
| 7       | Morgan Ciprès            | 156.50 | 6           | 7           |
| 8       | Gaylord Lavoisier        | 144.34 | 8           | 10          |
| 9       | Chafik Besseghier        | 141.18 | 11          | 8           |
| 10      | Jérémy Prévoteaux        | 137.91 | 9           | 11          |
| 11      | Charles Tetar            | 137.84 | 15          | 9           |
| 12      | Tanguy Lepage            | 130.25 | 14          | 12          |
| 13      | Florian Lejeune          | 124.62 | 12          | 15          |
| 14      | Paul-Emmanuel Richardeau | 124.00 | 10          | 16          |
| 15      | Thomas Sosniak           | 123.78 | 13          | 14          |
| 16      | Jordan Bergougnoux       | 118.70 | 18          | 13          |
| 17      | Aurélien Robert          | 115.04 | 16          | 17          |
| 18      | Alexandre Camacho        | 107.48 | 17          | 18          |
| Forfait | Brian Joubert            |        |             |             |
| Forfait | Kim Lucine               |        |             |             |

### Dames
| Rang | Nom                | Points | Prog. court | Prog. libre |
| ---- | ------------------ | ------ | ----------- | ----------- |
| 1    | Candice Didier     | 146.13 | 1           | 1           |
| 2    | Maé-Bérénice Meité | 137.20 | 3           | 2           |
| 3    | Sandra Sitbon      | 127.36 | 2           | 3           |
| 4    | Gwendoline Didier  | 120.11 | 4           | 4           |
| 5    | Léna Marrocco      | 112.47 | 5           | 6           |
| 6    | Yrétha Silété      | 109.68 | 6           | 5           |
| 7    | Coralie Grognet    | 101.18 | 7           | 10          |
| 8    | Emilie Simon       | 99.48  | 11          | 7           |
| 9    | Vincianne Fortin   | 99.03  | 10          | 8           |
| 10   | Camille Mendoza    | 97.42  | 12          | 9           |
| 11   | Victoria Sayadi    | 97.07  | 9           | 11          |
| 12   | Julie Cagnon       | 92.58  | 8           | 12          |

### Couples
| Rang    | Nom                                 | Points | Prog. court | Prog. libre |
| ------- | ----------------------------------- | ------ | ----------- | ----------- |
| 1       | Adeline Canac / Maximin Coia        | 132.54 | 1           | 1           |
| 2       | Mélodie Chataigner / Medhi Bouzzine | 111.47 | 2           | 2           |
| 3       | Camille Foucher / Bruno Massot      | 104.04 | 4           | 3           |
| Abandon | Vanessa James / Yannick Bonheur     |        | 3           |             |

### Danse sur glace
| Rang    | Nom                                     | Points | Danse originale | Danse libre |
| ------- | --------------------------------------- | ------ | --------------- | ----------- |
| 1       | Nathalie Péchalat / Fabian Bourzat      | 154.96 | 1               | 1           |
| 2       | Pernelle Carron / Matthieu Jost         | 145.73 | 2               | 2           |
| 3       | Terra Findlay / Benoit Richaud          | 123.60 | 4               | 3           |
| 4       | Zoé Blanc / Pierre-Loup Bouquet         | 120.31 | 3               | 4           |
| 5       | Charlène Guignard / Guillaume Paulmier  | 105.96 | 5               | 5           |
| Forfait | Isabelle Delobel / Olivier Schoenfelder |        |                 |             |

### Patinage synchronisé
| Rang | Nom            | Points | Prog. court | Prog. libre |
| ---- | -------------- | ------ | ----------- | ----------- |
| 1    | Les Atlantides | 116.87 | 1           | 1           |

## Sources
- (en) « 2008 French National Championships Championnats de France Elites 2008 », sur eiskunstlauf-ecke.de (consulté le 23 janvier 2015)
- Patinage Magazine, n°116 (mars-avril 2009)